# 데스 앳 어 퓨너럴
《데스 앳 어 퓨너럴》(영어: Death at a Funeral)은 미국에서 제작된 닐 러뷰트 감독의 2010년 블랙 코미디 영화이다. 《Mr. 후 아 유》(2007)의 리메이크작이다. 크리스 록, 마틴 로런스, 대니 글러버, 리지나 홀, 피터 딩클리지, 제임스 마즈든, 트레이시 모건, 로레타 더바인, 조이 살다나, 루크 윌슨, 콜럼버스 쇼트, 키스 데이비드, 론 글래스, 케빈 하트 등이 앙상블 캐스트로 출연하였고, 시드니 키멀 등이 제작에 참여하였다.

## 출연
- 키스 데이비드 - 데이비스 목사 역
- 로레타 더바인 - 신시아 역
- 피터 딩클리지 - 프랭크 역
- 론 글래스 - 덩컨 역
- 대니 글러버 - 러셀 삼촌 역
- 리지나 홀 - 미셸 역
- 케빈 하트 - 브라이언 역
- 마틴 로런스 - 라이언 역
- 제임스 마즈든 - 오스카 역
- 트레이시 모건 - 노먼 역
- 크리스 록 - 에런 역
- 조이 살다나 - 일레인 역
- 콜럼버스 쇼트 - 제프 역
- 루크 윌슨 - 데릭 역

## 기타 제작진
- 공동 제작: 조시 캐슬먼, 니컬러스 스턴
- 배역: 빅토리아 토머스
- 미술: 존 게리 스틸
- 의상: 마이아 리버먼
- 세트: 디나 로스